# Maharashtra Open
Maharashtra Open (tidigare känt som McDowell Open, Gold Flake Open, Chennai Open och Tata Open) är en tennisturnering för herrar som spelas årligen i Pune, Indien. Turneringen är en del av 250 Series på ATP-touren och spelas i januari utomhus på hard court.

## Resultat

### Singel

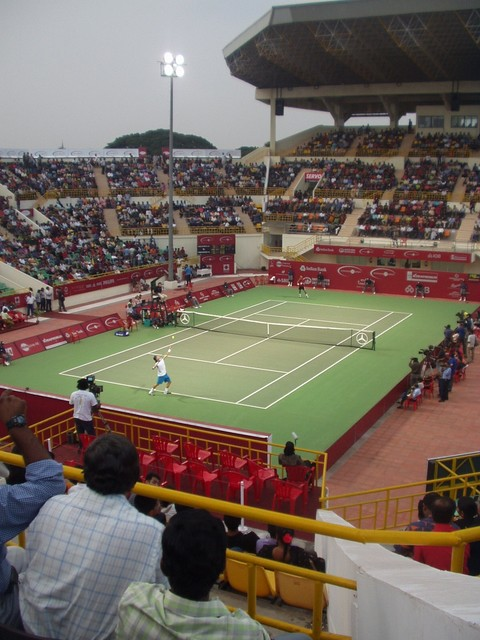
Singelfinalen i 2005 års turnering mellan Carlos Moyá och Paradorn Srichaphan.

| År   | Mästare                                | Finalist                               | Resultat                               |
| ---- | -------------------------------------- | -------------------------------------- | -------------------------------------- |
| 1996 | Thomas Enqvist                         | Byron Black                            | 6-2, 7-6 (7-3)                         |
| 1997 | Mikael Tillström                       | Alex Rădulescu                         | 6-4, 4-6, 7-5                          |
| 1998 | Patrick Rafter                         | Mikael Tillström                       | 6-3, 6-4                               |
| 1999 | Byron Black                            | Rainer Schüttler                       | 6-4, 1-6, 6-3                          |
| 2000 | Jérôme Golmard                         | Markus Hantschk                        | 6-3, 6-7 (6-8), 6-3                    |
| 2001 | Michal Tabara                          | Andrei Stoliarov                       | 6-2, 7-6 (7-4)                         |
| 2002 | Guillermo Cañas                        | Paradorn Srichaphan                    | 6-4, 7-6 (7-2)                         |
| 2003 | Paradorn Srichaphan                    | Karol Kučera                           | 6-3, 6-1                               |
| 2004 | Carlos Moyá                            | Paradorn Srichaphan                    | 6-4, 3-6, 7-6 (7-5)                    |
| 2005 | Carlos Moyá                            | Paradorn Srichaphan                    | 3-6, 6-4, 7-6 (7-5)                    |
| 2006 | Ivan Ljubičić                          | Carlos Moyà                            | 7-6 (8-6), 6-2                         |
| 2007 | Xavier Malisse                         | Stefan Koubek                          | 6-1, 6-3                               |
| 2008 | Michail Juzjnyj                        | Rafael Nadal                           | 6-0, 6-1                               |
| 2009 | Marin Cilic                            | Somdev Devvarman                       | 6-4, 7-6(3)                            |
| 2010 | Marin Čilić (2)                        | Stanislas Wawrinka                     | 7–6(7–2), 7–6(7–3)                     |
| 2011 | Stan Wawrinka                          | Xavier Malisse                         | 7–5, 4–6, 6–1                          |
| 2012 | Milos Raonic                           | Janko Tipsarević                       | 6–7(4–7), 7–6(7–4), 7–6(7–4)           |
| 2013 | Janko Tipsarević                       | Roberto Bautista Agut                  | 3–6, 6–1, 6–3                          |
| 2014 | Stan Wawrinka (2)                      | Édouard Roger-Vasselin                 | 7–5, 6–2                               |
| 2015 | Stan Wawrinka (3)                      | Aljaž Bedene                           | 6–3, 6–4                               |
| 2016 | Stan Wawrinka (4)                      | Borna Ćorić                            | 6–3, 7–5                               |
| 2017 | Roberto Bautista Agut                  | Daniil Medvedev                        | 6–3, 6–4                               |
| 2018 | Gilles Simon                           | Kevin Anderson                         | 7–6(7–4), 6–2                          |
| 2019 | Kevin Anderson                         | Ivo Karlović                           | 7–6(7–4), 6–7(2–7), 7–6(7–5)           |
| 2020 | Jiří Veselý                            | Egor Gerasimov                         | 7–6(7–2), 5–7, 6–3                     |
| 2021 | Inställd på grund av covid-19-pandemin | Inställd på grund av covid-19-pandemin | Inställd på grund av covid-19-pandemin |
| 2022 | João Sousa                             | Emil Ruusuvuori                        | 7–6(11–9), 4–6, 6–1                    |
| 2023 | Tallon Griekspoor                      | Benjamin Bonzi                         | 4–6, 7–5, 6–3                          |

### Dubbel
| År   | Mästare                                | Finalister                              | Resultat                               |
| ---- | -------------------------------------- | --------------------------------------- | -------------------------------------- |
| 1996 | Jonas Björkman Nicklas Kulti           | Byron Black Sandon Stolle               | 4-6, 6-4, 6-4                          |
| 1997 | Leander Paes Mahesh Bhupathi           | Oleg Ogorodov Eyal Ran                  | 7-6, 7-5                               |
| 1998 | Leander Paes Mahesh Bhupathi           | Olivier Delaître Max Mirnyj             | 6-7, 6-3, 6-2                          |
| 1999 | Leander Paes Mahesh Bhupathi           | Wayne Black Neville Godwin              | 4-6, 7-5, 6-4                          |
| 2000 | Julien Boutter Christophe Rochus       | Prahlad Srinath Saurav Panja            | 7-5, 6-1                               |
| 2001 | Byron Black Wayne Black                | Barry Cowan Mose Navarra                | 6-3, 6-4                               |
| 2002 | Leander Paes Mahesh Bhupathi           | Tomáš Cibulec Ota Fukárek               | 5-7, 6-2, 7-5                          |
| 2003 | Julian Knowle Michael Kohlmann         | František Čermák Leoš Friedl            | 7-6(1), 7-6(3)                         |
| 2004 | Rafael Nadal Tommy Robredo             | Jonathan Erlich Andy Ram                | 7-6(3), 4-6, 6-3                       |
| 2005 | Rainer Schüttler Yen-Hsun Lu           | Mahesh Bhupathi Jonas Björkman          | 7-5, 4-6, 7-6(4)                       |
| 2006 | Michal Mertiňák Petr Pála              | Prakash Amritraj Rohan Bopanna          | 6-2, 7-5                               |
| 2007 | Xavier Malisse Dick Norman             | Rafael Nadal Bartolome Salva-Vidal      | 7-6(4), 7-6(4)                         |
| 2008 | Sanchai Ratiwatana Sonchat Ratiwatana  | Marcos Baghdatis Marc Gicquel           | 6-4, 7-5                               |
| 2009 | Eric Butorac Rajeev Ram                | Jean-Claude Scherrer Stanislas Wawrinka | 6-3, 6-4                               |
| 2010 | Marcel Granollers Santiago Ventura     | Lu Yen-hsun Janko Tipsarević            | 7–5, 6–2                               |
| 2011 | Mahesh Bhupathi (5) Leander Paes (5)   | Robin Haase David Martin                | 6–2, 6–7(3–7), [10–7]                  |
| 2012 | Leander Paes (6) Janko Tipsarević      | Jonathan Erlich Andy Ram                | 6–4, 6–4                               |
| 2013 | Benoît Paire Stanislas Wawrinka        | Andre Begemann Martin Emmrich           | 6–2, 6–1                               |
| 2014 | Johan Brunström Frederik Nielsen       | Marin Draganja Mate Pavić               | 6–2, 4–6, [10–7]                       |
| 2015 | Lu Yen-hsun Jonathan Marray            | Raven Klaasen Leander Paes              | 6–3, 7–6(7–4)                          |
| 2016 | Oliver Marach Fabrice Martin           | Austin Krajicek Benoît Paire            | 6–3, 7–5                               |
| 2017 | Rohan Bopanna Jeevan Nedunchezhiyan    | Purav Raja Divij Sharan                 | 6–3, 6–4                               |
| 2018 | Robin Haase Matwé Middelkoop           | Pierre-Hugues Herbert Gilles Simon      | 7–6(7–5), 7–6(7–5)                     |
| 2019 | Rohan Bopanna (2) Divij Sharan         | Luke Bambridge Jonny O'Mara             | 6–3, 6–4                               |
| 2020 | André Göransson Christopher Rungkat    | Jonathan Erlich Andrei Vasilevski       | 6–2, 3–6, [10–8]                       |
| 2021 | Inställd på grund av covid-19-pandemin | Inställd på grund av covid-19-pandemin  | Inställd på grund av covid-19-pandemin |
| 2022 | Rohan Bopanna (3) Ramkumar Ramanathan  | Luke Saville John-Patrick Smith         | 6–7(10–12), 6–3, [10–6]                |
| 2023 | Sander Gillé Joran Vliegen             | Sriram Balaji Jeevan Nedunchezhiyan     | 6–4, 6–4                               |